# 17 juillet 1902
Le jeudi 17 juillet 1902 est le 198e jour de l'année 1902.

## Naissances
- Arnold Pihlak (mort le 1er novembre 1985), joueur de football estonien
- Christina Stead (morte le 31 mars 1983), écrivaine australienne
- Jacques De Vocht (mort le 17 juin 1959), homme politique belge
- Matilde Rodríguez Cabo (morte le 8 septembre 1967), psychiatre mexicaine

## Décès
- Procope II d’Athènes (né en 1837), primat de l'Église orthodoxe grecque

## Événements
- Création du Stade lavallois omnisports